# Román Loayza Caero
Román Loayza Caero (29 de febrero de 1948, Independencia) es un político y agricultor boliviano. Fue un destacado líder en el movimiento sindical de agricultores.

## Biografía
Loyaza Caero creció en Independencia y fue a la escuela por unos años allí. Comenzó a trabajar a una edad temprana. Hizo su servicio militar en el 8.º Regimiento de Caballería Mariscal Braun en Santa Cruz.
En 1978 se convirtió en tesorero de una cooperativa de consumidores en Independencia. Entre 1983 y 1985 fue secretario general del Centro Sindical Provincial de Independencia. Luego pasó a servir como Secretario de Vialidad del Sindicato Único de Trabajadores Campesinos de Cochabamba (SUTCCBA) entre 1985 y 1987, luego se convirtió en decretario organizador de SUTCCBA entre 1987 y 1989 y Secretario Internacional entre 1989 y 1991. En 1993 fue elegido secretario ejecutivo de la Federación Única de Trabajadores Campesinos de Cochabamba (FUTCCBA) y reelegido en 1995. En 1995 también participó en la fundación de la Asamblea para la Soberanía de los Pueblos. En 1996 se convirtió en secretario ejecutivo de la Confederación Sindical Única de Trabajadores Campesinos de Bolivia (CSUTCB). 
En 1997 fue elegido para la Cámara de Diputados, como candidato de la Izquierda Unida (UI) en la circunscripción de un solo miembro No. 31 (que cubre áreas de las provincias de Ayopaya, Arque, Quillacollo, Tapacari y Bolívar). En 1999, Loyaza Caero se puso del lado de Evo Morales en el conflicto de facciones dentro de la ASP y se unió al MAS de Morales. En 2002 fue elegido senador suplente como candidato del MAS y en 2006 fue elegido para la Asamblea Constituyente, nuevamente como candidato del MAS. Loyaza Caero lideró la facción MAS en la Asamblea Constituyente.
Dirigiría CSUTCB hasta 2005.
Loayza Caero fue candidato en las elecciones presidenciales de 2009, en nombre de la agrupación 'Gente'. Sin embargo, poco antes de las elecciones se retiró de la carrera y rompió con Gente después de haber recibido porcentajes bajos en encuestas de opinión antes de la encuesta. Loayza Caero atribuyó las dificultades de su campaña a la falta de recursos financieros. Más tarde, retiró su retirada y regresó a Gente. CSUTCB denunció públicamente su candidatura. En enero de 2010 anunció una alianza con PPB-CN antes de las elecciones locales y regionales de 2010.